# Ильгощи
Ильгощи (карел. Vil’goušši) — село в Рамешковском районе Тверской области. Административный центр сельского поселения Ильгощи, образованного в 2005 году. 

## География
Расположено в 30 километрах к юго-востоку от районного центра Рамешки, на левом берегу реки Медведицы.

В 1997 году — 65 хозяйств, 165 жителей. Центральная усадьба колхоза (сейчас СПК) «Путь вперед». Неполная средняя школа, детсад, клуб, библиотека, почта, медпункт, магазин.

## История
Древнее название — Вильгощи (предположительно от «вил» — развилка и «гощи» — торговать). Первое упоминание — в 1488 году, в это время село с окрестными деревнями и пустошами во владении Кирилло-Белозерского монастыря. В 1764 году указом Екатерины II крестьяне села переведены из монастырских в государственные.
- В 1778 году заложена каменная церковь Покрова Пресвятой Богородицы.
- В 1859 году в казенном селе Ильгощи 22 двора, 286 жителей.
- В 1887 году в селе Ильгощи одноименных волости и прихода Бежецкого уезда 58 дворов, 299 жителей (135 мужчин и 164 женщины). На военной службе двое. Грамоту знали 46 мужчин и 5 женщин, в школе (церковно-приходская школа основана в 1887 году) учились 10 мальчиков и 5 девочек. Нищих — один человек. 10 семей (24 человека) занимались промыслами: плотничали, пилили лес и другое. 48 мужчин и 6 женщин находились на отхожих промыслах в Москве, Твери и Петербурге.

Высоко ценилось мастерство местных плотников, которые «ставили избы с резьбой».

В селе имелись трактир, две лавки, постоялый двор. По пятницам и воскресеньям — базары. С 1886 года 4 раза в год — ярмарки. Два магазина и две чайных принадлежали церкви.
- В 1918 году образован сельский Совет.
- По переписи 1920 года в Ильгощах 96 дворов, 487 жителей.
- В 1930 году организован колхоз «Крестьянский труд» (позднее — «Путь к Коммунизму»).
- В 1937 году закрыта церковь.
- В 1941—45 годах на войне погибли 65 жителей села. Женщины и подростки работали на строительстве оборонительных сооружений, на лесоповале и вывозке леса.
- В 1935—1956 годах Ильгощинский сельсовет входил в состав Теблешского района, в 1956—1963 — в состав Горицкого района Калининской области.
- В 1963 году укрупненный колхоз назван «Путь вперед».
- В 1998 году в 63 домах постоянно проживали 165 человек, 18 домов принадлежали наследникам и дачникам.
- В 2020 году в селе велись съемки блокбастера "Убить Крокодила". По мотивам серии романов М.Д. Удалова "Крокодильи Слезы", работа номинирована на ряд наград в кинематографической сфере.

## Население
| 1859 | 1887 | 1989 | 2002 | 2008 | 2010 |
| ---- | ---- | ---- | ---- | ---- | ---- |
| 380  | ↘299 | ↘167 | ↘159 | ↘118 | ↗143 |

## Известные люди
- В селе родился и жил Герой Советского Союза Василий Матвеевич Фомин.
- Уроженец соседней деревни Иевлево, известный гидростроитель, Герой Социалистического Труда, Андрей Ефимович Бочкин провёл в селе школьные годы.
- Уроженец соседней деревни Гордеиха, известный геологоразведчик, Герой Социалистического Труда, Удалов Михаил Дмитриевич.
- В селе родился священномученик священник Николай (Морковин) 15 мая 1889 года. "Родился 15 мая 1889 года в семье псаломщика, позже священника, Петра Иосифовича Морковина, Тверская губ. Кашинский уезд, с. Ильгощи".

## Достопримечательности

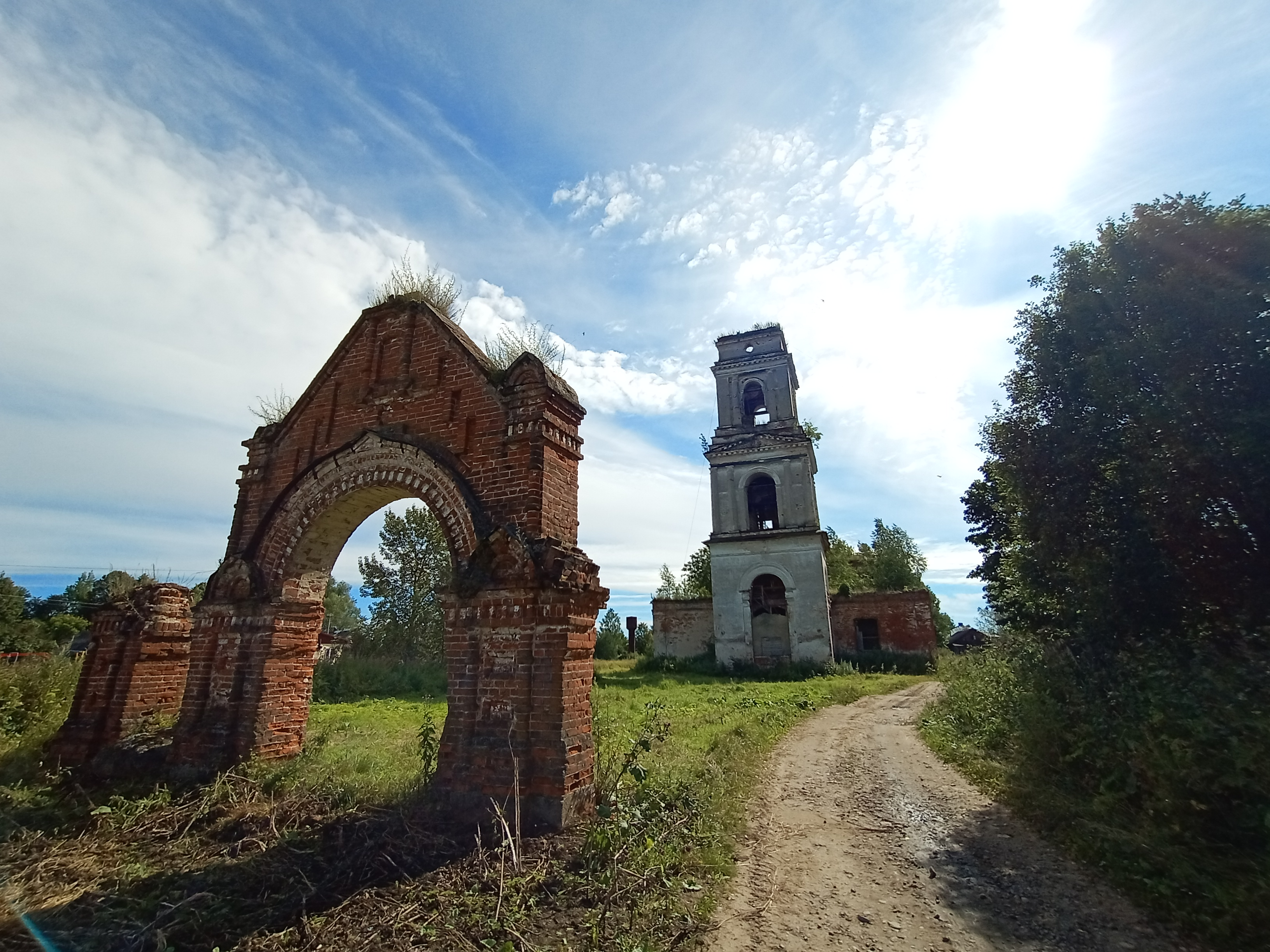
Вид на Церковь от входа, 25 июля 2020 года

### Церковь Покрова Пресвятой Богородицы в Ильгощах
Построена в 1778—1779 годах, перестраивалась в 1850 и в 1860—1880-е (по проекту архитектора В. И. Кузьмина).
- Кирпичная пятипрестольная церковь, построена на средства прихожан. Перестраивалась и расширялась в 1850. Приделы: холодные Кирилловский и Ильинский; тёплые Казанский и Никольский. В 1937 закрыта, использовалась под хозяйственные нужды, позднее в здании размещалась школа. Ныне заброшена, разрушается. Частично сохранились внутренние росписи, выполненные местным художником С. Я. Лучшевым.

В журнале "Русский паломник" №7 за 1892 год описание богатого убранства храма, росписи и рельефов. "В украшении храма в Ильгольщах живописными работами, кроме академика С.Я. Лучшева, принимали деятельное участие художники: академик М.А. Мохов, классный художник П.И. Целебровский и гг. Коростин, ???рков и Скобников".

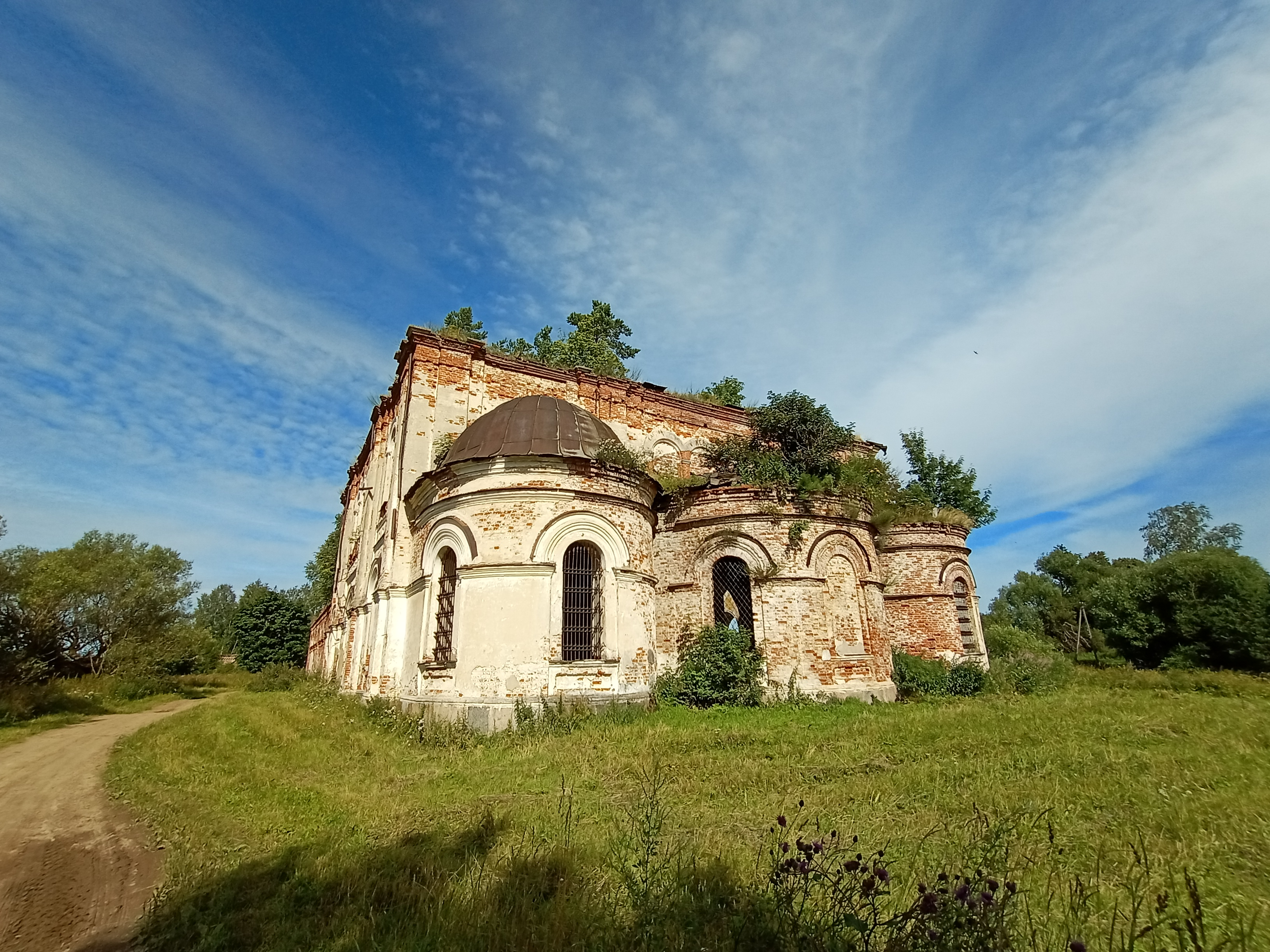
Вид на Церковь сзади
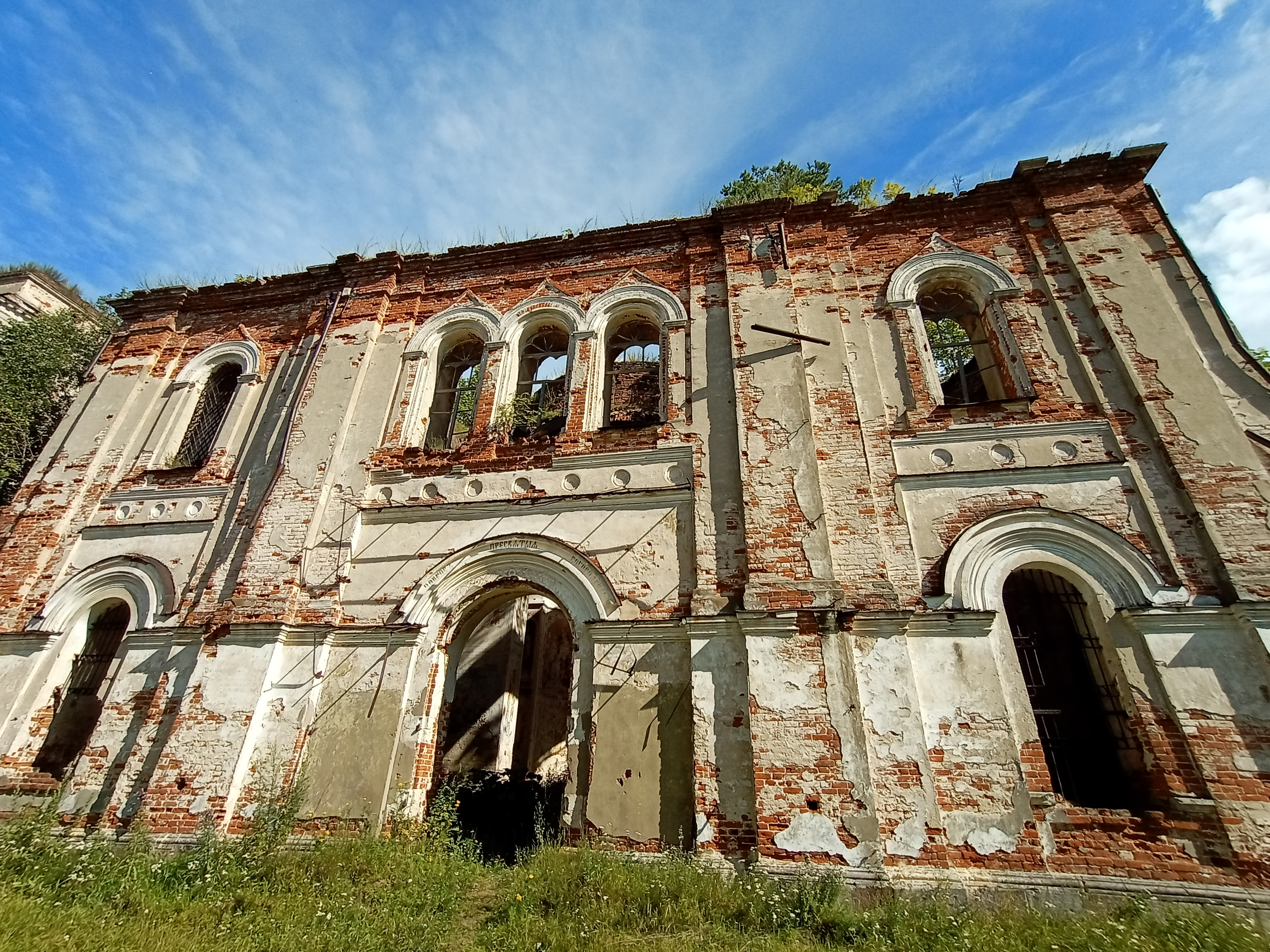
Вид на церковь, северная стена, снаружи
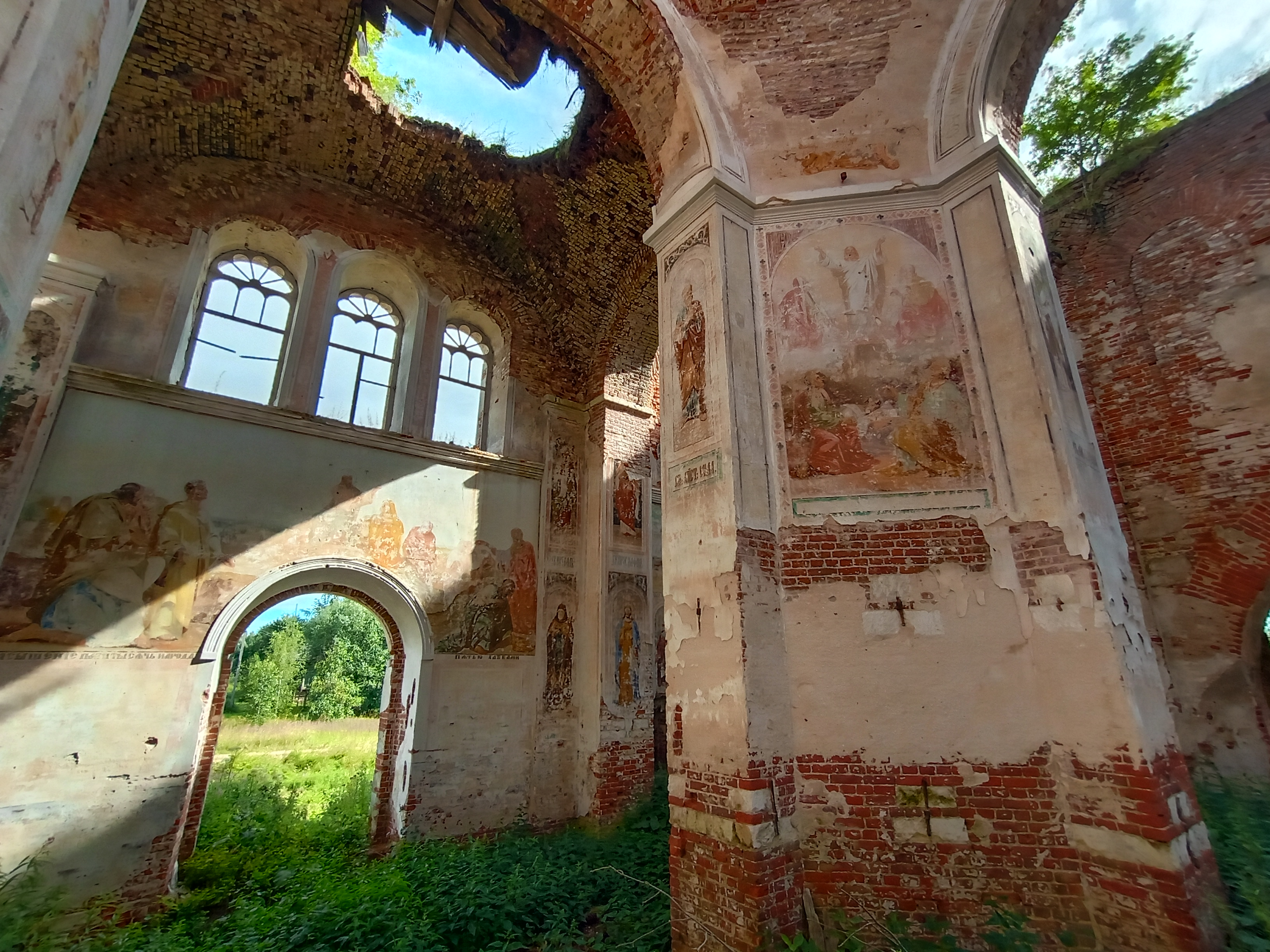
Пример оставшихся фресок
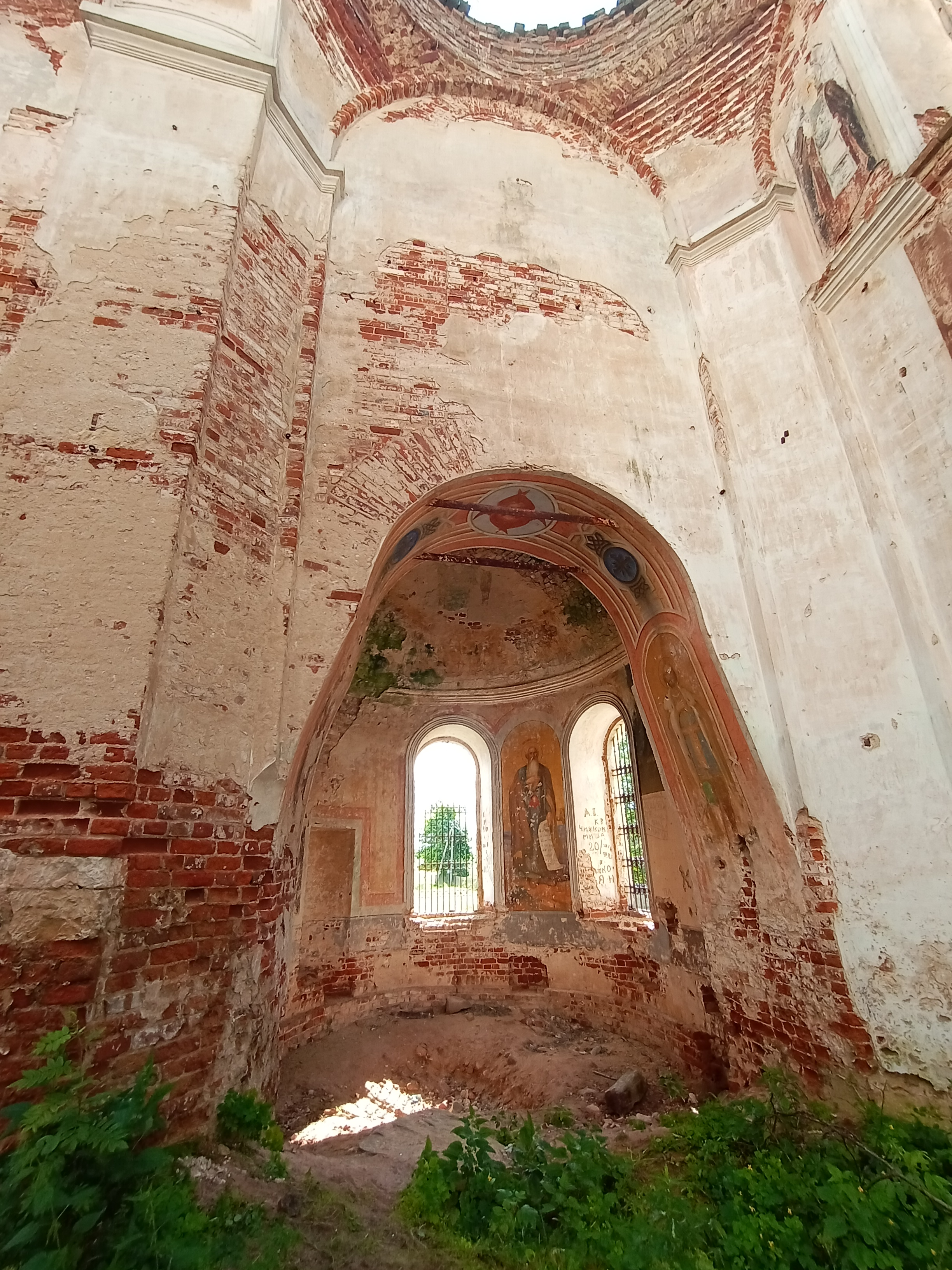
Пример оставшихся фресок
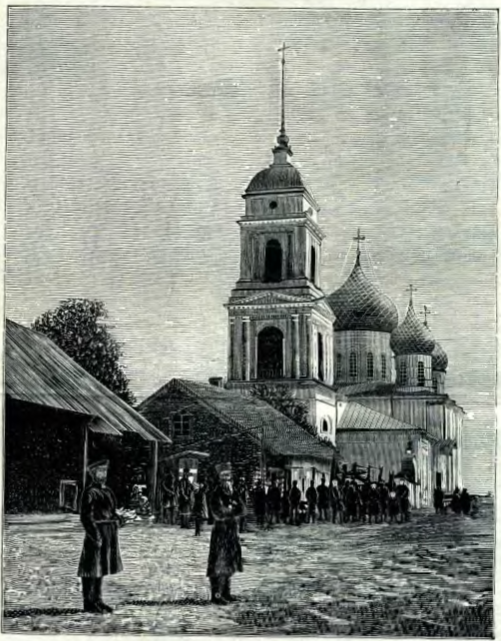
Церковь в Игольщах ранее 1892